# Piaski (gmina Świnice Warckie)
Piaski – wieś w Polsce, położona w województwie łódzkim, w powiecie łęczyckim, w gminie Świnice Warckie.
Do 1937 roku siedziba gminy Wola Świniecka. W latach 1975–1998 miejscowość należała administracyjnie do województwa konińskiego.